# Grevillea dielsiana
Grevillea dielsiana är en tvåhjärtbladig växtart som beskrevs av Charles Austin Gardner. Grevillea dielsiana ingår i släktet Grevillea och familjen Proteaceae. Inga underarter finns listade i Catalogue of Life.